# Dolichodinera divaricata
Dolichodinera divaricata là một loài ruồi trong họ Tachinidae.